# Era de Apocalipsis
Era de Apocalipsis (en inglés: Age of Apocalypse) es un arco narrativo publicado por Marvel Comics en varios cómics relacionados con los X-Men durante la primera mitad de 1995, el cual inició en el título Uncanny X-Men #320 (febrero de 1995) y concluyó en X-Men: Omega (junio de 1995). El argumento trata sobre una continuidad alterna, en la que la Tierra ha sido conquistada por el supervillano mutante Apocalipsis, como resultado del asesinato accidental de un joven Charles Xavier a manos de Legión, su hijo que ha viajado al pasado para matar a Magneto.
Mientras transcurría el arco, los títulos de los X-Men fueron reemplazados por miniseries ambientadas en Era de Apocalipsis. En conjunto, el arco abarcó a las dos series principales de X-Men, Uncanny X-Men y X-Men, la serie Cable, ocho series limitadas de cuatro números, una serie limitada de dos números y tres one-shots.
El equipo creativo de Era de Apocalipsis incluyó a los escritores Scott Lodbell, Mark Waid, Fabian Nicieza y Jeph Loeb, así como a los artistas, Roger Cruz, Andy Kubert, Joe Madureira y Steve Epting, entre otros.
El argumento ocurre en el universo alterno denominado Tierra 295 y tiene ramificaciones en Tierra 616, la continuidad principal del universo Marvel.

## Argumento

### La búsqueda de Legión
Legión, un mutante con poderes psiónicos extremadamente poderoso hijo de Charles Xavier, viaja atrás en el tiempo para asesinar a Magneto. Xavier se interpone en el intento de asesinato y muere, causando que Legión deje de existir por la «paradoja del padre». Como consecuencia de esto, se crea una nueva línea temporal, en la que Apocalipsis, un mutante inmortal quien ha estado vivo por siglos, inicia su guerra genética de «supervivencia del más fuerte» diez años antes que en la continuidad regular.
En esta línea temporal, Apocalipsis gobierna toda Norteamérica, Nueva York es renombrada como la «Isla de Apocalipsis», la estatua de la Libertad es remplazada por una gigantesca estatua de su figura y Magneto funda a los X-Men. La campaña genocida de Apocalipsis ha causado la muerte de la mayoría de los humanos y los pocos supervivientes habitan en Europa y África, defendidos por una flota de centinelas.
El disturbio de la línea temporal conduce a una onda de cristalización del cristal M’Kraan, que une a todas las realidades, dirigida hacia la Tierra.

### Fugados de la línea temporal
Bishop viaja de vuelta en el tiempo para prevenir que la Era de Apocalipsis ocurra, mientras al mismo tiempo ocurre un intercambio nuclear entre el Alto Concilio Humano y Apocalipsis.
Algunos personajes que aparecieron por primera vez en Era de Apocalipsis fueron incorporados a la continuidad regular.
- Nate Grey, una versión alternativa de Cable, hijo de Cíclope y Jean Grey,
- Holocausto, un de los jinetes de Apocalipsis,
- Bestia Oscura, la versión alternativa de Bestia, al servicio de Apocalipsis,

- Hombre de Azúcar, un mutante al servicio de Apocalipsis,
- Las versiones alternativas de Dientes de Sable y Blink.

## Historial de publicación
Los títulos que conformaron Era de Apocalipsis han sido compilados en distintos TPB, así como en un ómnibus publicado en 2012.
| Título                                                       | Contenido | Fecha de publicación | ISBN       |
| ------------------------------------------------------------ | --- | -------------------- | ---------- |
| Legion Quest (La búsqueda de Legión)                         | - Uncanny X-Men #320-321 - X-Men (vol. 2) #40-41                                                                  | Marzo de 1996        | 0785101799 |
| X-Men: Dawn of the Age of Apocalypse                         | - Cable #20 - X-Men: Alpha - Age of Apocalypse: The Chosen (Los Archivos de Apocalipsis: Los Elegidos, en España) | Marzo de 1996        | 0785101802 |
| Astonishing X-Men (La Extraordinaria Patrulla-X, en España)  | - Astonishing X-Men #1-4                                                                                          | Agosto de 1995       | 0785101276 |
| X-Factor (Factor-X, en España)                               | - X-Factor #1-4                                                                                                   | Agosto de 1995       | 0785101284 |
| Next Generation (La Próxima Generación, en España)           | - Next Generation #1-4                                                                                            | Agosto de 1995       | 0785101306 |
| X-Calibre                                                    | - X-Calibre #1-4                                                                                                  | Agosto de 1995       | 0785101322 |
| X-Man                                                        | - X-Man #1-4 | Agosto de 1995       | 0785101330 |
| Amazing X-Men (Los Asombrosos X-Men, en España)              | - Amazing X-Men #1-4                                                                                              | Septiembre de 1995   | 0785101268 |
| Gambit and the X-Ternals (Gambito y los eXternos, en España) | - Gambit and the X-Ternals #1-4                                                                                   | Septiembre de 1995   | 0785101292 |
| Weapon X (Arma X, en España)                                 | - Weapon X #1–4                                                                                                   | Septiembre de 1995   | 0785101314 |
| X-Men: Twilight of the Age of Apocalypse                     | - X-Universe #1-2 (Universo-X, en España) - X-Men: Omega                                                          | Marzo de 1996        | 0785101810 |

### Orden de lectura
Debido a la gran cantidad de títulos que forman parte del arco argumental, existen múltiples órdenes recomendados para leerlo. A continuación, se presentan algunos de ellos.
| Edición española | League of Comic Geeks | Comic Book Treasury, TPBs |
| --- | --- | --- |
| 1. Crónicas de los X-Men #1 2. Crónicas de los X-Men #2 3. X-Men Alpha 4. Archivos de Apocalipsis: Los Elegidos 5. La Próxima Generación #1 6. La Extraordinaria Patrulla-X #1 7. X-Calibre #1 8. Gambito & los eXternos #1 9. Arma X #1 10. Los Asombrosos X-Men #1 11. Factor X #1 12. X-Man #1 13. Los Asombrosos X-Men #2 14. Factor X #2 15. Arma X #2 16. Gambito & los eXternos #2 17. X-Calibre #2 18. La Extraordinaria Patrulla-X #2 19. La Próxima Generación #2 20. X-Man #2 21. La Extraordinaria Patrulla-X #3 22. Factor X #3 23. Los Asombrosos X-Men #3 24. X-Calibre #3 25. Arma X #3 26. Gambito & los eXternos #3 27. Universo X #1 28. La Próxima Generación #3 29. X-Man #3 30. La Extraordinaria Patrulla-X #4 31. La Próxima Generación #4 32. X-Calibre #4 33. X-Man #4 34. Factor X #4 35. Gambito & los eXternos #4 36. Los Asombrosos X-Men #4 37. Arma X #4 38. Universo X #2 39. X-Men Omega | 1. X-Men #40 2. Uncanny X-Men #321 3. X-Men #41 4. Cable #20 5. X-Men Alpha 6. Generation Next #1 7. Astonishing X-Men #1 8. Gambit and the X-Ternals #1 9. Weapon X #1 10. Factor X #1 11. X-Man #1 12. X-Calibre #1 13. Amazing X-Men #1 14. X-Men Chronicles #1 15. Astonishing X-Men #2 16. Amazing X-Men #2 17. Gambit and the X-Ternals #2 18. Generation Next #2 19. Weapon X #2 20. X-Calibre #2 21. Factor X #2 22. X-Man #2 23. X-Calibre #3 24. Factor X #3 25. Astonishing X-Men #3 26. Amazing X-Men #3 27. X-Man #3 28. X-Universe #1 29. Weapon X #3 30. Generation Next #3 31. Gambit and the X-Ternals #3 32. Astonishing X-Men #4 33. Generation Next #4 34. Gambit and the X-Ternals #4 35. X-Man #4 36. X-Calibre #4 37. Factor X #4 38. Weapon X #4 39. Amazing X-Men #4 40. X-Universe #2 41. X-Men Omega #1 42. Age of Apocalypse: The Chosen 43. X-Men Chronicles #2 44. Tales from the Age of Apocalypse 45. Tales from the Age of Apocalypse: Sinister Bloodlines | 1. X-Men: Age of Apocalypse: Dawn 2. X-Men: Age of Apocalypse Vol. 1: Alpha 3. X-Men: Age of Apocalypse Vol. 2: Reign 4. X-Men: Age of Apocalypse Vol. 3: Omega |

## X-Men: Age of Apocalypse(2005)
En el 2005, Marvel publicó un one-shot y una serie limitada de seis números llamada X-Men: Age of Apocalypse para celebrar el décimo aniversario de Era de Apocalipsis. La serie limitada fue escrita por Akira Yoshida con dibujo de Chris Bachalo y Tim Townsend entintó los dos primeros números. Deshizo muchos elementos de la Era de Apocalipsis original y presentaba una América muy similar a la de la continuidad regular del Universo Marvel, se sitúa después de los eventos de X-Men Omega. La reacción crítica fue generalmente negativa.[cita requerida]

## What if...?

### What if...? The Age of Xavier
En What if...? (vol. 2) #77, Legión se propone asesinar a Magneto justo cuando él escapa del campo de concentración en el que estaba recluido. A causa de la muerte de Magneto, los mutantes son aceptados por el público y los X-Men son celebridades mutantes, aunque Charles Xavier presiente que algo no está bien.

### What if...? The Age of Apocalypse Had Not Ended?
Tony Stark, líder de la resistencia humana, se une a Magneto para ingeniar una vía para salvar a la Tierra de la venida de Galactus. Junto con la comunidad de guerreros humanos por la libertad están Hulk, Sue Storm y el guardaespaldas de Donald Blake, Gwen Stacy. Galactus es finalmente derrotado y destruido por los sobrevivientes de la Era de Apocalipsis.

### What if...? The Age of Apocalypse
En el 2006, Marvel publicó un one-shot What if...? que muestra que hubiera ocurrido si Charles Xavier y Magneto hubieran sido asesinados por Legión, sin que nadie formara a los X-Men. Como resultado, no apareció ningún héroe mutante y Apocalipsis conquista al mundo.

## Otros medios

### Televisión
- En X-Men, el episodio, «One Man's Worth» (1995) está inspirado en Era del Apocalipsis.[6][7]

### Película
- Deadpool & Wolverine (2024) muestra a Deadpool viajando a la línea de tiempo de Era del Apocalipsis para reclutar a su versión de Wolverine, pero es brutalmente atacado por este último.

### Videojuegos
- X-Men: Reign of Apocalypse (2001) para Game Boy Advance se basa vagamente en la historia de la Era de Apocalipsis. En esta versión, los X-Men viajan accidentalmente a un universo alternativo donde Apocalipsis se ha apoderado del mundo y la mayoría de los X-Men se han convertido en sus secuaces.
- X-Men Legends II: Rise of Apocalypse (2005) está fuertemente influenciado por la historia de Era del Apocalipsis, incluyendo varios personajes y conceptos de la historia.
- Marvel: Avengers Alliance (2012) presentó una operación especial titulada Apocalipsis basada en la historia de la Era del Apocalipsis.
- Marvel Future Fight (2015) presenta un nivel basado en  Era de Apocalipsis, así como trajes alternativos para Magneto, Wolverine, Apocalipsis, Bestia, Rogue y Cíclope basados en sus encarnaciones del arco argumental.
- Marvel Ultimate Alliance 3: The Black Order (2019) presenta un traje alternativo para Coloso basado en su encarnación de Era de Apocalipsis.